# Городець (Ульяновська область)
Городець (рос. Городец) — присілок в Сурському районі Ульяновської області Російської Федерації.
Населення становить 18 осіб. Входить до складу муніципального утворення Никитинське сільське поселення.

## Історія
Від 2004 року входить до складу муніципального утворення Никитинське сільське поселення.

## Населення
| 2010 |
| ---- |
| 18   |